# 85047 Krakatau
85047 Krakatau este o planetă minoră (asteroid) din centura de asteroizi. A fost descoperită pe 24 septembrie 1960 la Observatorul Palomar de Cornelis Johannes van Houten și a fost numită după Krakatau. 
Obiectul prezintă o orbită caracterizată de o semiaxă mare de 1,9076535359797 UAi, o excentricitate de 0,07, o înclinație de 22,4 ° în raport cu ecliptica.